# ترخوم

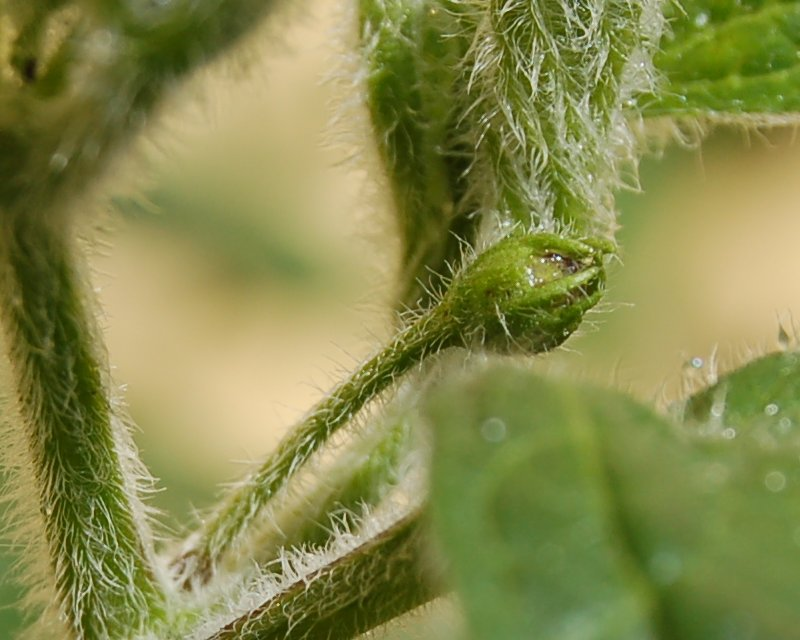
برعم زهرة من نبات الفليلفة الوبرية، مع العديد من التراخيم

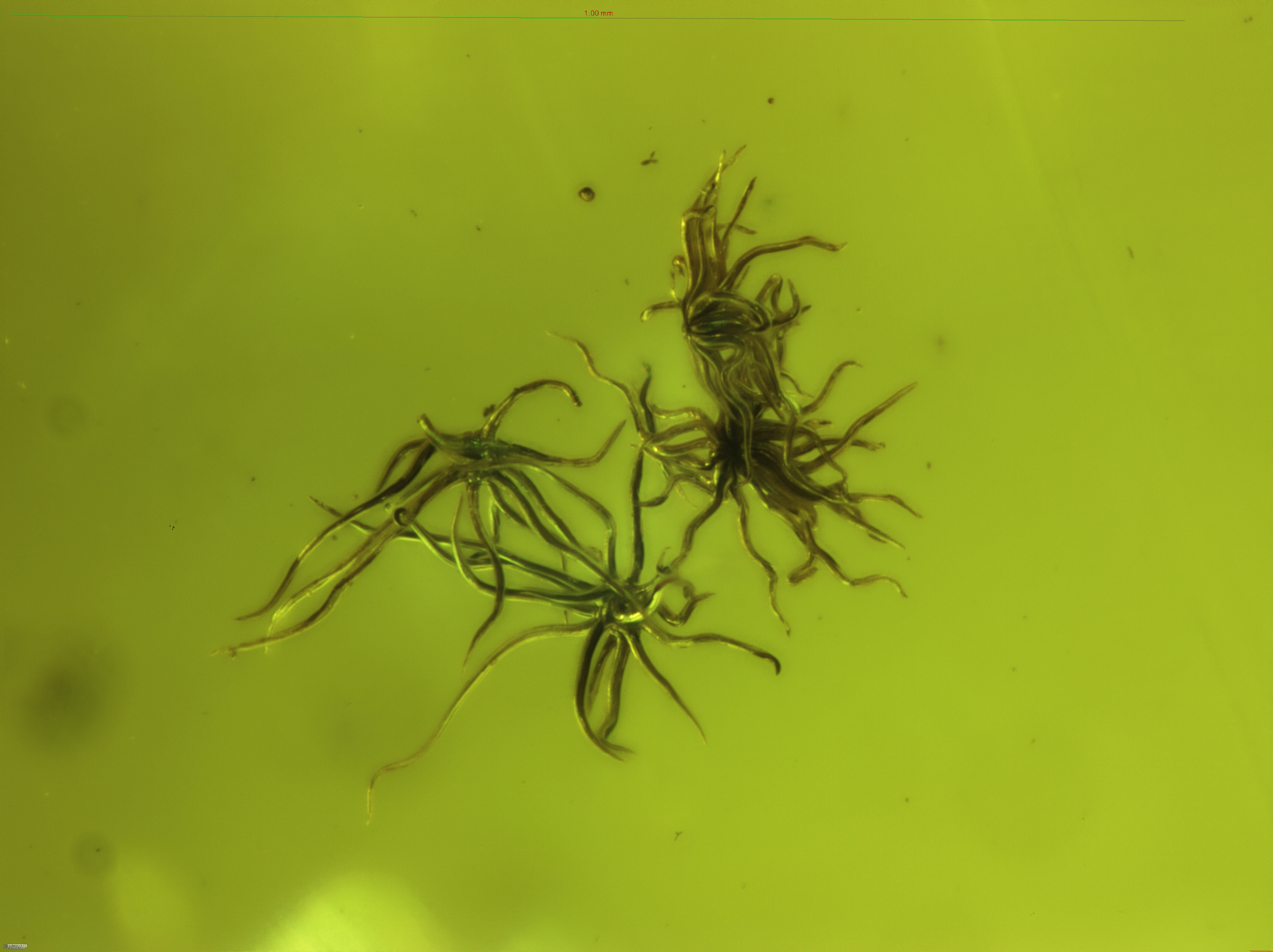
شعر نجمي أحفوري (ترخوم) ربما من بلوط، في كهرمان بحر البلطيق ؛ الصورة تعرض نحو 1 مم.

التَّرْخُوم أو المراشف الشَّعْريةٌ هي نامية شعرية أدمة النباتات والطحالب والأشنات وبعض الطلائعيات. لها أنواعٌ مختلفة حسب هيكلها ووظيفتها. ومن الأمثلة على ذلك الشعر والشعر الغدي والقشور والحليمات.

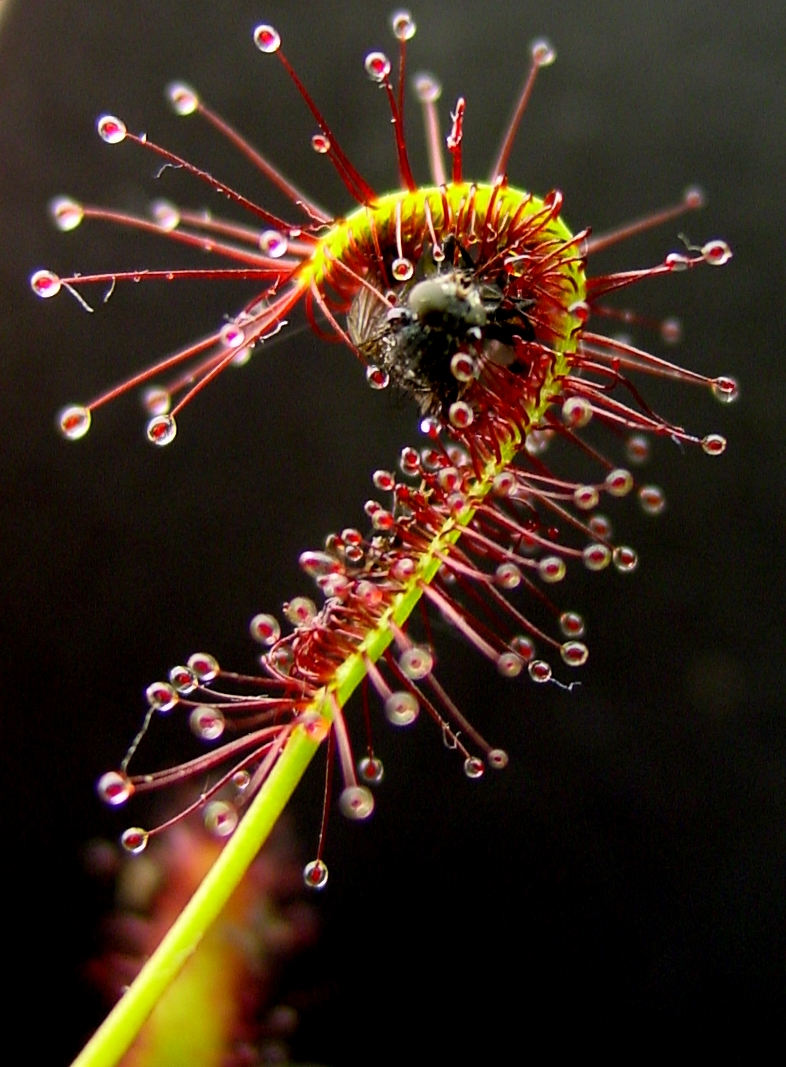
تحتوي الشعيرات الثلاثية اللزجة لنبات آكلة اللحوم، ندية رأس الرجاء مع حشرة محاصرة، على إنزيمات محللة للبروتين

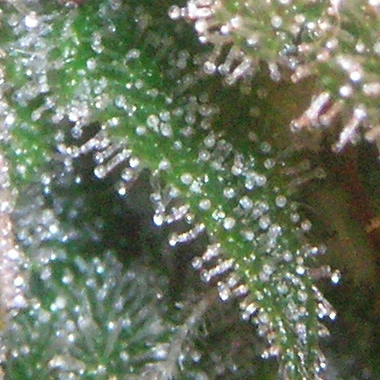
ترخوم غدي على القنب، غنية بالقنبين.

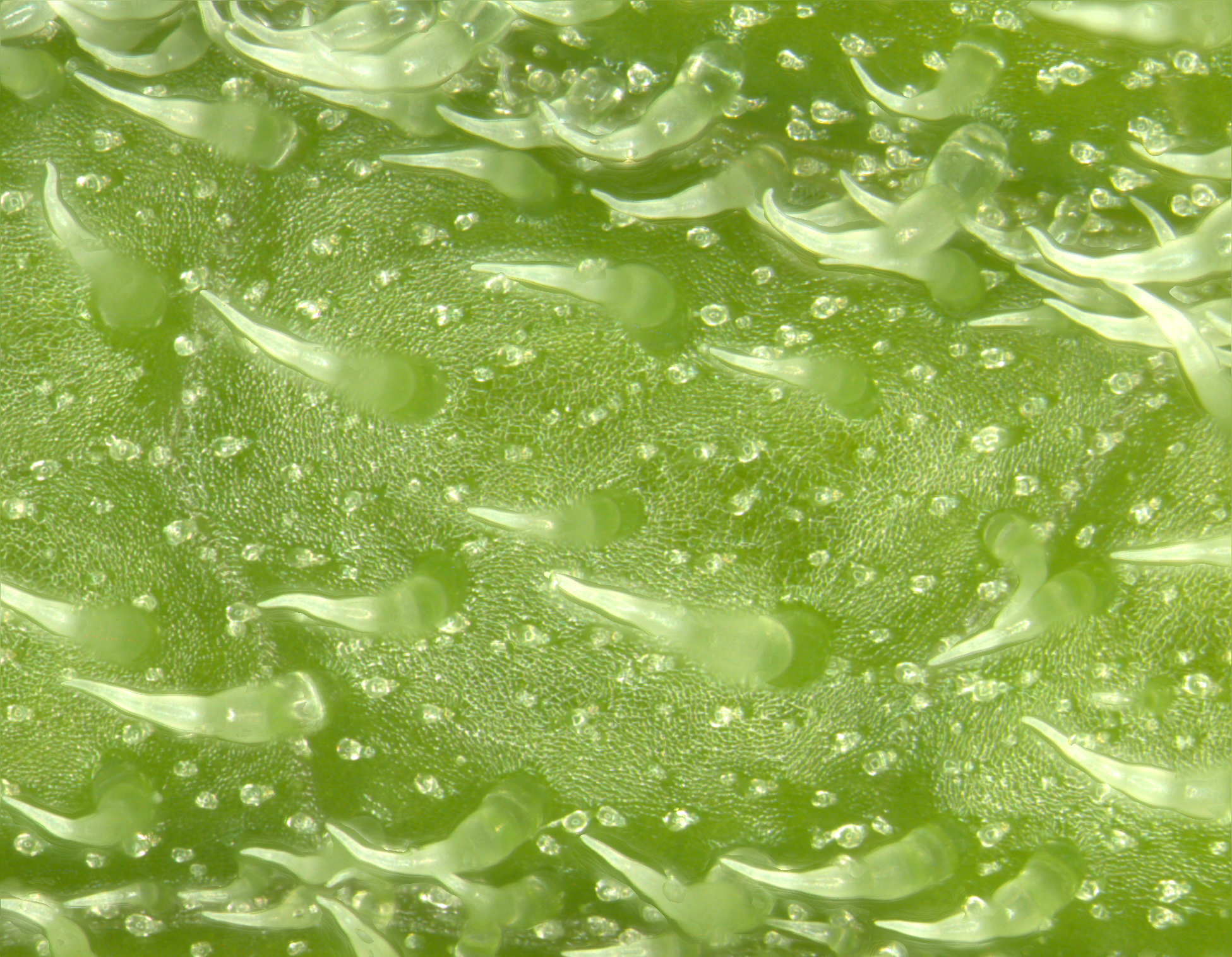
ترخوم على سطح ورقة Solanum scabrum

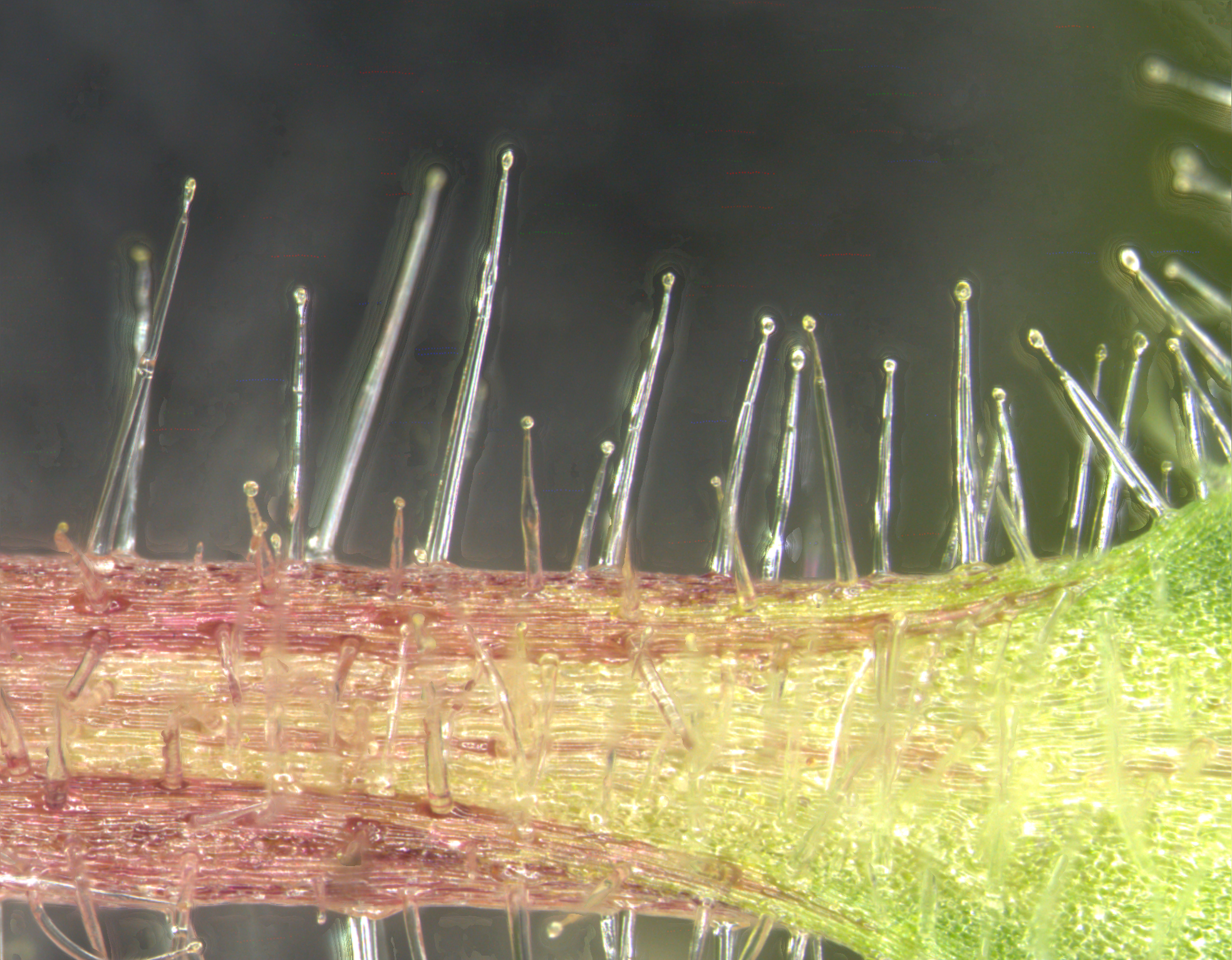
ترخوم على سويقات ورقة Solanum quitoense

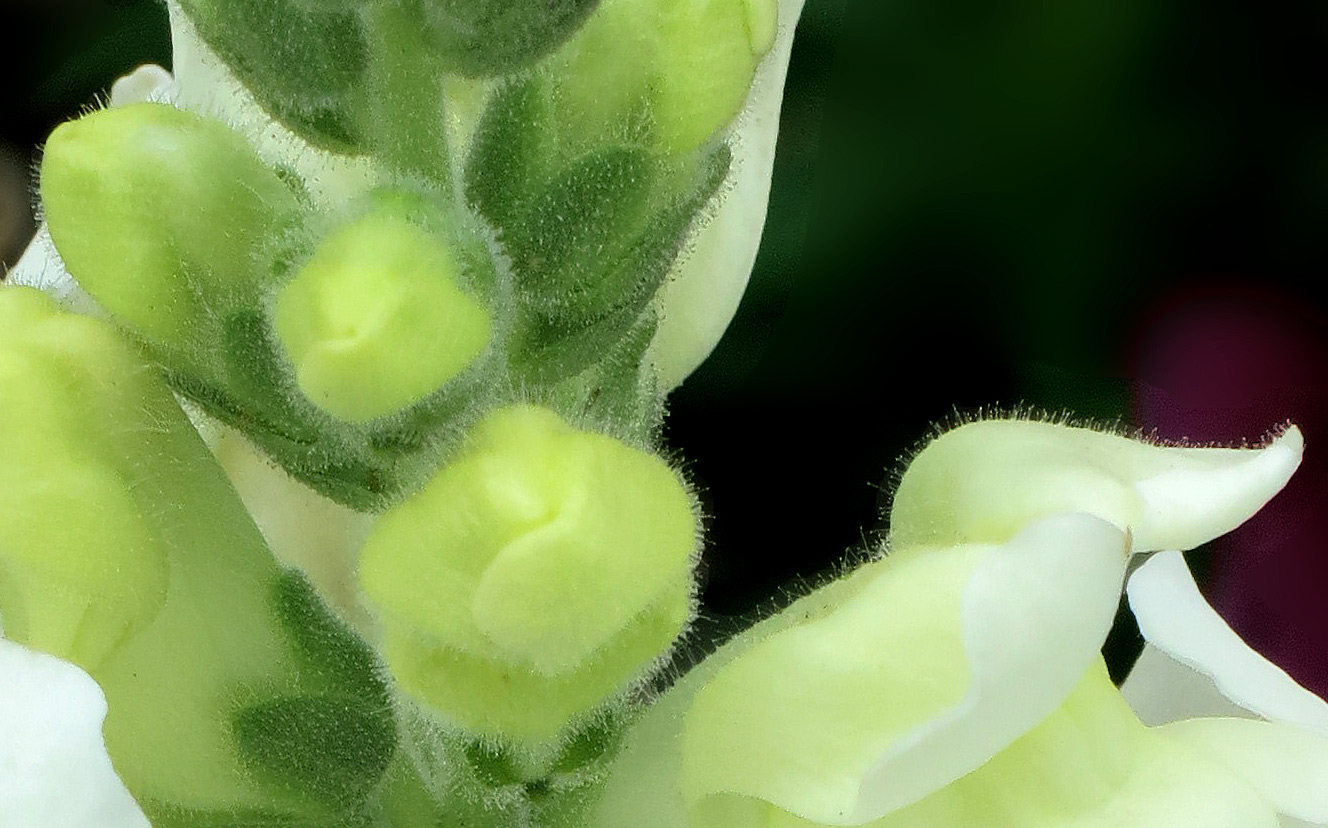
براعم فم السمكة الشائع بشعر غدي (ترخوم)